# 大森一樹
大森 一樹（、1952年〈昭和27年〉3月3日 - 2022年〈令和4年〉11月12日）は、日本の男性映画監督、脚本家。株式会社ファーストウッド・エンタテインメント代表取締役。日本映画監督協会理事、大阪芸術大学芸術学部映像学科学科長。血液型はAB型。文芸作品から怪獣映画まで幅広いジャンルを手掛ける。

## 略歴
1952年に大阪府大阪市東住吉区に医師をしている父親の家で生まれる。1961年に父親の転勤で兵庫県芦屋市に転居、芦屋市立精道中学校、六甲高等学校、京都府立医科大学医学部卒業。医師免許を持つ映画監督という希少な人物でもある。
もともと漫画少年であり、手塚治虫や真崎守の作品などに影響を受ける。六甲高等学校在学中の1968年には仲間たちと自主映画（8ミリ映画）を制作し、村上知彦と知合う。京都府立医科大学在学中は、ジャン＝リュック・ゴダールに憧れながら村上・西村隆・小西均らと映画自主上映グループ「無国籍」を結成し、新開地の映画館で邦画のオールナイト上映企画を行った。一方、大森、村上らは、週刊ファイトの高橋聡記者を巻き込んで、ロマンポルノ親衛隊を結成している。また、大学在学中の1975年には高橋が撮影した16ミリ映画『暗くなるまで待てない!』が、自主映画ながらキネマ旬報ベスト・テンで21位に入るなど、高く評価される。
1978年、前年に第3回城戸賞を受賞したシナリオを自ら監督した『オレンジロード急行』で商業映画デビュー。この作品は必ずしも高い評価を受けられなかったが、自身の体験を元にして大学病院を舞台にした作品『ヒポクラテスたち』で各種映画賞を受賞。
以降、中学校の先輩である村上春樹作品の映画化『風の歌を聴け』を経て、1980年に10年の在学を経て大学を卒業。同年に同大学出身の眼科医・聖子と結婚、一男一女をもうける。1982年6月には長谷川和彦、相米慎二らと若手監督9人による企画・制作会社「ディレクターズ・カンパニー」（ディレカン）を設立。
1984年からの吉川晃司主演「民川裕司3部作」以降、会社企画の娯楽映画にも対応できる職人監督として東宝の信頼が厚くなり、1980年代後半は斉藤由貴主演の三部作などを担当。特に1989年の『ゴジラvsビオランテ』ではフリーランス監督としては初めてゴジラシリーズの演出を務めるなど、自主映画出身でありながらプログラム・ピクチャーも撮影可能な若手監督として評価される。ゴジラ作品はその後も『ゴジラvsキングギドラ』をはじめ、多数の作品で監督・脚本を務めた。
1990年に独立し東京都世田谷区にファーストウッド・エンタテインメントを設立したものの、デビューから一貫して関西を拠点としていた。
1995年1月17日に阪神・淡路大震災が発生し自宅マンションが半壊、近くの小学校で仮生活しながら復興活動に尽くす。翌週には映画『緊急呼出し エマージェンシー・コール』ロケのためマニラへ発っており、翌月に帰国してからは『ゴジラvsデストロイア』の設定シナリオを書き上げている。
1998年に『日本沈没1999』の監督に起用されたが、松竹の経営不振により、製作中止になった。
2000年4月から2005年3月大阪電気通信大学総合情報学部メディア情報文化学科教授。2005年4月から大阪芸術大学芸術学部映像学科学科長・同大学院教授。
2015年、第28回東京国際映画祭のコンペティション部門審査員を務める。
2022年11月12日午前11時28分、急性骨髄性白血病のため、兵庫医科大学病院で死去。70歳没。同月20日には「第23回宝塚映画祭」で代表作を上映、舞台挨拶に立つ予定であった。

## ゴジラシリーズについて
大森が監督を務めた『ゴジラvsビオランテ』および『ゴジラvsキングギドラ』にて平成ゴジラVSシリーズの方向性を決定づけたとされる。当時は村上龍の『テニスボーイの憂鬱』を映画化しようとしていたが、プロデューサー補の富山省吾から突然連絡があり、田中友幸からストーリー募集の最終候補を読ませられ、細胞の話が面白いと言ったことで、『vsビオランテ』の脚本を直々に打診され、監督も担当することとなったが、ゴジラの依頼がなぜ自分にあったのか、自身もよくわからないという。大森自身は、『vsビオランテ』は大張り切りであったが、『vsキングギドラ』は苦し紛れの開き直りであったと述懐している。一方で、『vsキングギドラ』については、やるだけやらせてもらったことから愛着はあるとも述べている。
森田芳光や相米慎二などの同世代の監督が、作家性の強い作品を撮っていくのを横目で見ていた大森は、文学性の高い作品ではなく、エンタメ性の高い作品を撮影したいと思い、1984年の『ゴジラ』で目指したリアリティのある大人向けの内容に、『エイリアン2』を参考にハリウッド映画調の娯楽性とスピード感を与え、「リアリティのあるゴジラ」ではなく、「強いゴジラ」を目指したという。
『vsビオランテ』については納得いかない部分が多々あったというが、同作品がゴジラ映画の人気投票で1位となったことで、「同作品を見てゴジラを好きになった」と若い世代から言われることが増え、そういう映画であったと納得させられたという。
大森はポリティカル・フィクションを好んでおり、また自分たちの世代が軍人になったらどうなるかという想いを抱いていたことから、ゴジラは現代における戦争映画という想定で、政治的・軍事的要素を取り入れている。また、ゴジラ映画について個人や社会だけでなく、国としての日本が描けることが一番面白いとも語っている。
『vsビオランテ』当時はSFXが流行していたため、大森も特撮について勉強していたが、監督と特撮監督が対等な立場であったことには驚いたという。撮影においては、特撮班と揉めるようなことはなく、互いにアイデアを取り入れるなど協調できていたと語っている。一方で、特撮シーンは特撮班の担当となるため、監督として主役のゴジラやクライマックスを撮影できないことは致命的だといい、特撮部分にも目を通したいと述べていた。『vsビオランテ』冒頭での新宿のミニチュアは、スケジュールの都合から大森の本編班が撮影した。『vsキングギドラ』では、脚本段階から特撮を前面に出すことを意識していたと述べている。
幼少期に鑑賞した『モスラ対ゴジラ』に感銘を受けたといい、モスラが登場する『モスラVSバガン』や『ゴジラvsモスラ』の脚本を手掛けたほか、『vsビオランテ』も女性的な怪獣のイメージや戦闘シーンの多さなど影響を受けているという。『vsモスラ』では、自身で監督を務める意志もあったといい、モスラに思い入れがあったことから残念であったと述べている。
また、『キングコング対ゴジラ』からも無意識に影響を受けていたといい、同作品を踏襲して「ゴジラと対戦相手がともに海に落ちる」というラストを2度用いている。『ゴジラ第1作』は幼稚園児のころに観たというが、ゴジラが山から顔を出すシーンは覚えているものの、「怖かった」という記憶しかなかったと述べている。一方で、『三大怪獣 地球最大の決戦』での怪獣語の通訳に違和感を感じ、『怪獣大戦争』でのゴジラのシェーを見てこれではないと感じ、怪獣映画からは卒業した。
『vsビオランテ』制作時には、昭和期の東宝特撮を手掛けた関沢新一の脚本を読み込んだといい、その時点では絵空事として否定的に捉えていたが、実際に自身で制作して怪獣と現実は噛み合わないと実感し、関沢が偉大であったと思い直し『vsモスラ』などではその手法を取り入れている。そのほか、『ゴジラ』第1作も観たが、現代では同じことはできないと感じ、『フランケンシュタインの怪獣 サンダ対ガイラ』の方が参考になったと述べている。
VSシリーズを通して登場するヒロイン三枝未希について、独自に「三枝未希サーガ」を思い描いており、未希の祖父が旧日本陸軍で巨大兵器を開発していたなどの設定を想定していた。大森は、未希について『モスラ対ゴジラ』の小美人に通ずるキャラクターだと述べている。
東宝映画会長の田中友幸は、大森についてテンポが良く、アメリカ映画の匂いを感じさせるセンスに魅力を感じたと述べている。VSシリーズのプロデューサーを務めた富山は、大森を柔軟で視点の変えられるクリエイターと評しており、意見を言われることを歓迎している監督であったと述べている。同シリーズで三枝未希を演じた小高恵美は、優しく関西弁で気さくに話しかけてくれ、魅力的であったと述懐している。『vsビオランテ』で主演を務めた三田村邦彦は、大森についてインテリだがおおらかで、映画業界特有の緊迫感がなく、現場も和やかであったと証言している。『vsキングギドラ』に出演した中川安奈は、現場をアクティブに引っ張る熱血漢であったと評している。
『vsビオランテ』に出演した髙嶋政伸は、兄である髙嶋政宏の付き人として大森が監督した『トットチャンネル』（1987年）の現場に参加しており、大森に対して憧れを抱いていたと述べている。『vsビオランテ』の撮影で大森から「なにかできるか」と問われた高島は「耳を動かせる」と応え、その描写が撮影され結局はカットされたが、そういったシーンでも進んで撮影することが従来の映画監督とは異なる大森のアクティブさを感じられたと語っている。
ゴジラ映画については、映画のすべての要素が入った映画そのものであり、ゴジラが好きだからゴジラ映画をやっているのではなく、映画が好きだからゴジラをやっていて面白いのだといい、「ゴジラで何が描けるか」「ゴジラを使ってどんな映画ができるか」ということを重視している。自身の映画の原点として『海底軍艦』を挙げており、後年でもやりたい映画の1つと語っていた。50歳を過ぎたころはゴジラ映画はもう作れないと考えていたが、後にジョージ・ミラーが70歳で監督した『マッドマックス 怒りのデス・ロード』を観て感激し、自身ももう一度ゴジラを撮りたいという思いが湧いてきたと語っていた。

## 監督作品

### 自主制作映画
- 1969年 『革命狂時代』（製作・監督・脚本・撮影・編集）[39]
- 1972年 『ヒロシマから遠く離れて』（企画・監督）
- 1972年 『空飛ぶ円盤を見た男』（監督・脚本）
- 1972年 『明日に向かって走れない!』（製作・監督・脚本・撮影・編集）
- 1974年 『死ぬにはまにあわない!』（監督・脚本・撮影）
- 1975年 『暗くなるまで待てない!』（監督・脚本[40]）

### 映画
- 1978年 『オレンジロード急行』（企画・監督・脚本）[39]
- 1978年 『夏子と、長いお別れ（ロング・グッバイ）』（企画・監督・脚本）
- 1980年 『ヒポクラテスたち』（監督・脚本）[39]
- 1981年 『前立腺の病気と予防』（監督・脚本）
- 1981年 『尿路結石と微小発破』（監督・脚本）
- 1981年 『風の歌を聴け』（監督・脚本）
- 1984年 『すかんぴんウォーク』（監督）
- 1985年 『ユー・ガッタ・チャンス』（監督）[39]
- 1986年 『テイク・イット・イージー』（監督）
- 1986年 『恋する女たち』（監督・脚本）[39]
- 1987年 『トットチャンネル』（監督・脚本）[39]
- 1987年 『「さよなら」の女たち』（監督・脚本）[39]
- 1989年 『ゴジラvsビオランテ』（監督・脚本）[39][12]
- 1989年 『花の降る午後』（監督・脚本）[39]
- 1991年 『満月 MR.MOONLIGHT』（監督）[39]
- 1991年 『ゴジラvsキングギドラ』（監督・脚本）[39][12]
- 1992年 『継承盃』（監督）[39]
- 1994年 『シュート!』（監督）[39]
- 1995年 『大失恋。』（監督）[39]
- 1995年 『緊急呼出し エマージェンシー・コール』
- 1996年 『わが心の銀河鉄道 宮沢賢治物語』（監督）
- 1997年 『ドリーム・スタジアム』（監督）
- 1998年 『ジューンブライド 6月19日の花嫁』（監督・脚本）
- 1999年 『明るくなるまでこの恋を』（監督・脚本）
- 2000年 『ちんちろまい』（監督・脚本）
- 2000年 『風を見た少年』（総監督）
- 2000年 『ナトゥ 踊る!ニンジャ伝説』（監督・脚本）
- 2001年 『走れ!イチロー』（監督・脚本）
- 2003年 『T.R.Y.』（監督）[39]
- 2005年 『劇場版 超星艦隊セイザーX 戦え!星の戦士たち』（監督）[39][12]
- 2006年 『悲しき天使』（監督・脚本）[39]
- 2010年 『世界のどこにでもある、場所』（監督・脚本）[39] - 音楽はかしぶち哲郎が担当。
- 2011年 『津軽百年食堂』（監督・脚本）[39]
- 2015年 『ベトナムの風に吹かれて』（監督・脚本）[39] - 脚本は北里宇一郎と共作。

#### オムニバス映画
- 1990年 『ボクが病気になった理由』（監督）- 3人の監督によるオムニバス映画。監督：鴻上尚史、大森一樹、渡邊孝好。
- 2008年 『みんな、はじめはコドモだった「イエスタデイワンスモア」』（監督・脚本）[39] - 5人の監督による短編オムニバス映画。監督：阪本順治、井筒和幸、大森一樹、李相日、崔洋一。朝日放送新社屋完成記念製作[41]。音楽はかしぶち哲郎が担当。

### テレビドラマ
- 1985年 『法医学教室の午後』（監督・脚本）
- 1985年 『それいけ!ズッコケ三人組』（各話監督）
- 1986年 『法医学教室の長い一日』（監督・脚本）
- 1988年 『女優時代』（監督）読売テレビ
- 1995年 金曜エンタテイメント『炎の料理人 周富徳物語』（監督）フジテレビ
- 2001年 『最悪』（監督）BS-i、TBS
- 2007年 ドラマW 『黒い春』（監督）WOWOW
- 2014年 『装甲巨人ガンボット』（本編演出・製作統括）テレビ大阪[39]

## 脚本作品

### 映画
- 1988年 『妖女の時代』
- 1992年 『ゴジラvsモスラ』[39][12]
- 1995年 『ゴジラvsデストロイア』[39][12]
- 2008年 『空へ-救いの翼 RESCUE WINGS-』[39][注釈 5]

### 未製作脚本
- 1990年 『モスラVSバガン』（『ゴジラVSモスラ』の原案）[22][14]

### テレビドラマ
- 1990年 『ぼくが医者をやめた理由』テレビ東京

### ラジオドラマ
- 『ハレー彗星ツアー』（1984年7月21日 NHK大阪=NHK-FM 演出 柴田岳志）[注釈 6]

## 著書

### 単著
- 1978年 『MAKING OF オレンジロード急行』ぴあ出版
- 1981年 『虹を渡れない少年たちよ』PHP
- 1986年 『星よりひそかに 大森一樹の作った本』東宝出版事業室
- 1987年 『トットチャンネル シナリオ写真集』東宝出版事業室
- 1987年 『「さよなら」の女たち シナリオ写真集』東宝出版事業室
- 1989年 『映画物語』筑摩書房
- 1998年 『震災ファミリー』平凡社
- 2001年 『あなたの人生案内』平凡社

### 共著
- 1988年『大阪呑気大事典』大阪オールスターズ編 JICC出版局（編集 チャンネルゼロ）

## 出演

### カメオ出演
- 『ヒポクラテスたち』(1981年) - 卒業写真の欠席枠
- 『さびしんぼう』（1985年） - 商店街で撮影されたシーンに通行人役で家族3人で出演している
- 『恋する女たち』（1986年） - 見合い写真
- 『「さよなら」の女たち』(1987年) - 小樽の病院の医師
- 『ゴジラvsビオランテ』（1989年） - 千里中央病院の医師[42]
- 『ゴジラvsキングギドラ』（1991年） - 広報車の声[42]
- 『亜人』（2017年） ‐ 佐藤との交渉のシーンに出演

### ラジオ
- ぱんげあクラブ（毎日放送） - 金曜パーソナリティ

### CM
- ハウス食品「レンジグルメ」
- シチズン時計「リビエール」

## その他
- 2006年『のじぎく兵庫国体・のじぎく兵庫大会』開閉会式式典総合プロデューサー

## 受賞歴
- 1977年 - 第3回城戸賞（『オレンジロード急行』）[出典 12]
- 1978年 - 第4回おおさか映画祭新人監督賞[23]
- 1980年 - 年間シナリオ[23]
- 1987年 - 第13回おおさか映画祭監督賞[23]
- 1988年 - 第11回日本アカデミー賞優秀監督賞・優秀脚本賞（『恋する女たち』）[16][45]、第38回芸術選奨文部大臣賞新人賞[23]
- 1997年 - 第20回日本アカデミー賞優秀監督賞（『わが心の銀河鉄道 宮沢賢治物語』）[43][46]
- 2023年 - 第46回日本アカデミー賞会長特別賞
- 2024年 - おおさかシネマフェスティバル2024 特別賞[47]